# Ertha Pascal-Trouillot
Ertha Pascal-Trouillot (ur. 13 sierpnia 1943 r. w Pétionville, obecnie bogatym przedmieściu Port-au-Prince) – haitańska polityk, pierwsza i jedyna kobieta, która zajmowała stanowisko prezydenta Haiti. Pełniła obowiązki tymczasowego prezydenta kraju od 13 marca 1990 do 7 lutego 1991.
Ertha Pascal-Trouillot pełniła funkcję sędziego w haitańskim Sądzie Najwyższym. 10 marca 1990 r. w wyniku wojskowego zamachu stanu generał Herard Abraham obalił prezydenta Prospera Avrila i sam objął urząd. Zrezygnował z niego jednak po zaledwie trzech dniach i 13 marca 1990 przekazał władzę pani Pascal-Trouillot. W styczniu 1991 miał miejsce nieudany pucz, którego celem było odsunięcie Pascal-Trouillot od władzy. W lutym 1991 r., po wyborach prezydenckich, w których zwyciężył Jean-Bertrand Aristide, Pascal-Trouillot przekazała funkcję prezydenta Aristide'owi.